# Cannabis au Royaume-Uni

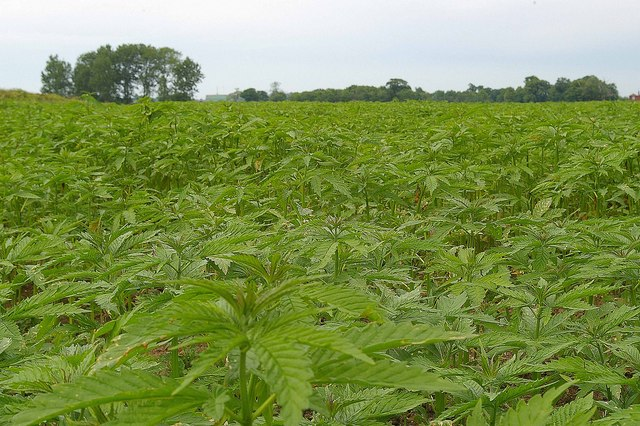
Industrial hemp farm outside Southminster

Au Royaume-Uni, le cannabis est déclaré illégal en 1928, après que l'Angleterre a ratifié la Convention internationale de l'opium, adoptée à Genève en 1925.
En 2001, le secrétariat d'État recommande une déclassification du cannabis de drogue de classe B en drogue de classe C, ainsi même si la possession reste toujours une infraction pénale, la peine maximale pour possession et usage personnel a été réduite de cinq à deux ans de réclusion. De plus, les chefs des services de police ne préconisent les arrestations que dans certains cas précis tels que fumer en public ou en présence de mineurs. Les mineurs étant toujours appréhendés afin d'être réorientés sur une structure adéquate. La modification de la loi n'a eu aucun effet sur l'usage de cannabis au Royaume-Uni, la consommation régulière ayant baissé de 0,5 pour cent en 2005. Matthew Atha, directeur de la Mission indépendante de surveillance sur les stupéfiants qui a mené cette étude indique que : « D’après nos premières indications, la modification de la loi n’a fondamentalement été d’aucun effet sur les niveaux de consommation de cannabis. »